# Samantha Sheehan
Pour les articles homonymes, voir Sheehan.
Samantha Sheehan est une gymnaste artistique américaine, née le 20 mai 1986 à Cincinnati.
Elle a notamment remporté la médaille de bronze en sol aux Championnats du monde de 2002.
Membre de l'équipe nationale américaine entre 2002 et 2004, elle a ensuite poursuivi sa carrière sportive dans le championnat universitaire américain avec l'équipe de l'Université de Géorgie, les Georgia Gym Dogs.

## Palmarès

### Championnats du monde
- Debrecen 2002
  -  Médaille de bronze au sol